# Kenny Larkin
Kenny Larkin   (Detroit, 1968) és un productor de techno estatunidenc. AllMusic l'ha descrit com a massively influential en el techno nord-americà, britànic i alemany.
Larkin va començar a produir, influenciat per Juan Atkins i Derrick May, així com per l'escena de la música house de Chicago. Els seus primers senzills, «We Shall Overcome» i «Integration», es van publicar a Plus 8 Records, un segell dirigit per Richie Hawtin i John Acquaviva. Els seus llançaments posteriors van aparèixer a Buzz i Warp Records, així com en altres segells.

## Discografia
Com a Kenny Larkin
- We Shall Overcome Synthpunk  (12"), Plus 8 Records, 1990
- Integration (12"), Plus 8 Records, 1991
- Azimuth (LP), Warp Records, 1994
- Catatonic (12"), R & S Records, 1994
- Chasers / The Shit (12"), Distance, 1995
- Metaphor (LP), R & S Records, 1995
- Loop 2 (12"), R & S Records, 1996
- Smile / Life (12"), KMS, 1999
- Ancient Beats / Seduce Her (12"), Peacefrog Records 2004
- Let Me Think (12"), Peacefrog Records, 2004
- Art of Dance (LP), Distance Records, 1998
- The Narcissist (LP), Peacefrog Records, 2004
- Dark Comedy Pt 1 (12"), Rush Hour Recordings, 2006
- Dark Comedy Pt 2 (12"), Rush Hour Recordings, 2006
- You Are... (12"), Planet E Records, 2008
- Keys, Strings, Tambourines (LP), Planet E Records, 2008

Com a Dark Comedy
- Corbomite Maneuver EP (12"), Transmat
- War of the Worlds / Without a Sound (12"), Art of Dance, 1992
- Seven Days (12"), Elypsia, 1996
- Plankton / Clavia's North (12"), Art of Dance, 1997
- Seven Days (LP), Elypsia, 1997
- Funkfaker: Music Saves My Soul (12"), Poussez!, 2004
- Funkfaker: Music Saves My Soul (LP), Poussez!, 2005
- Good God (12"), Poussez!, 2005